# Torpedo fairchildi
Torpedo fairchildi är en rockeart som beskrevs av Hutton 1872. Torpedo fairchildi ingår i släktet Torpedo och familjen darrockor. IUCN kategoriserar arten globalt som otillräckligt studerad. Inga underarter finns listade i Catalogue of Life.